# Wojciech Kossak

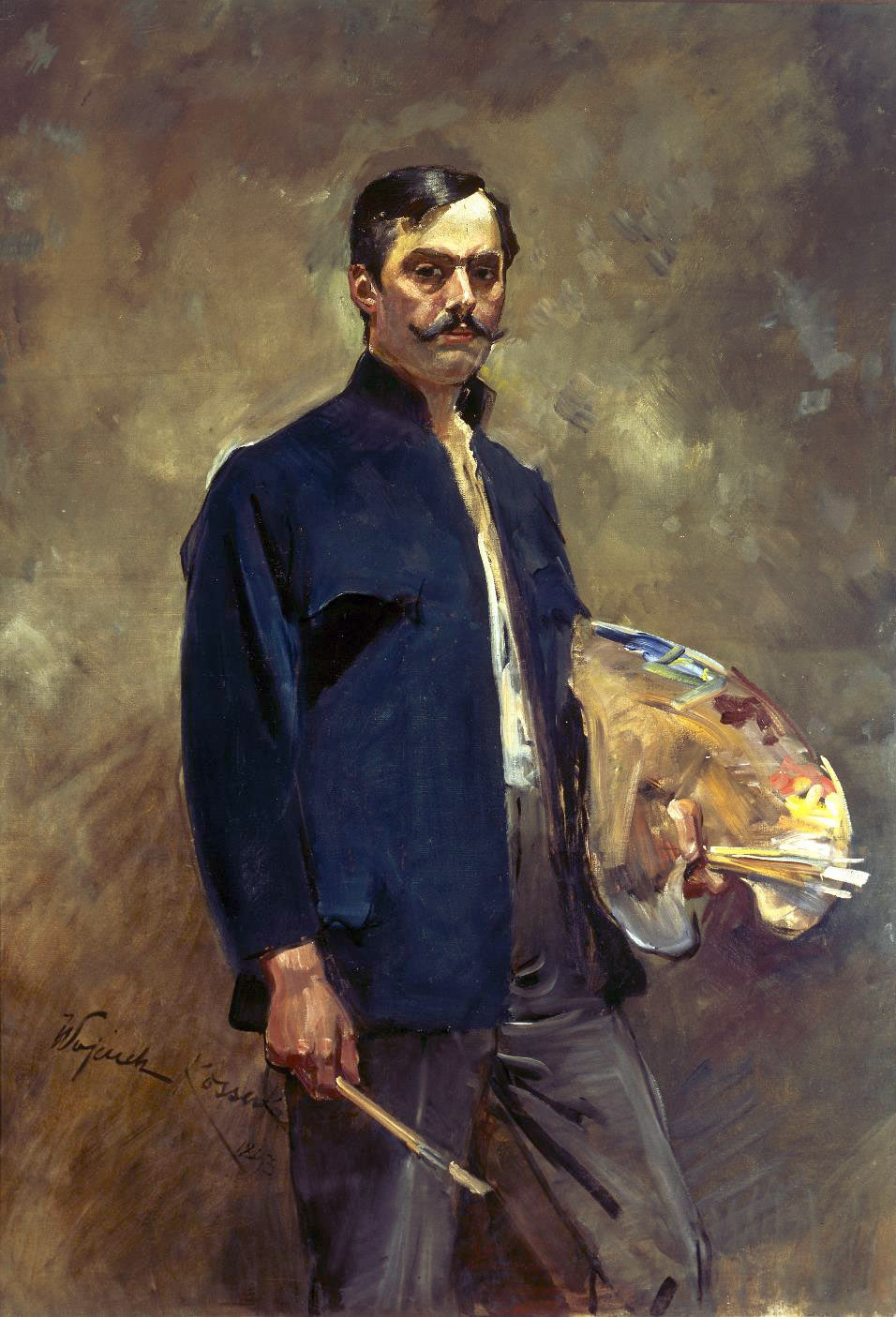
Önarckép palettával

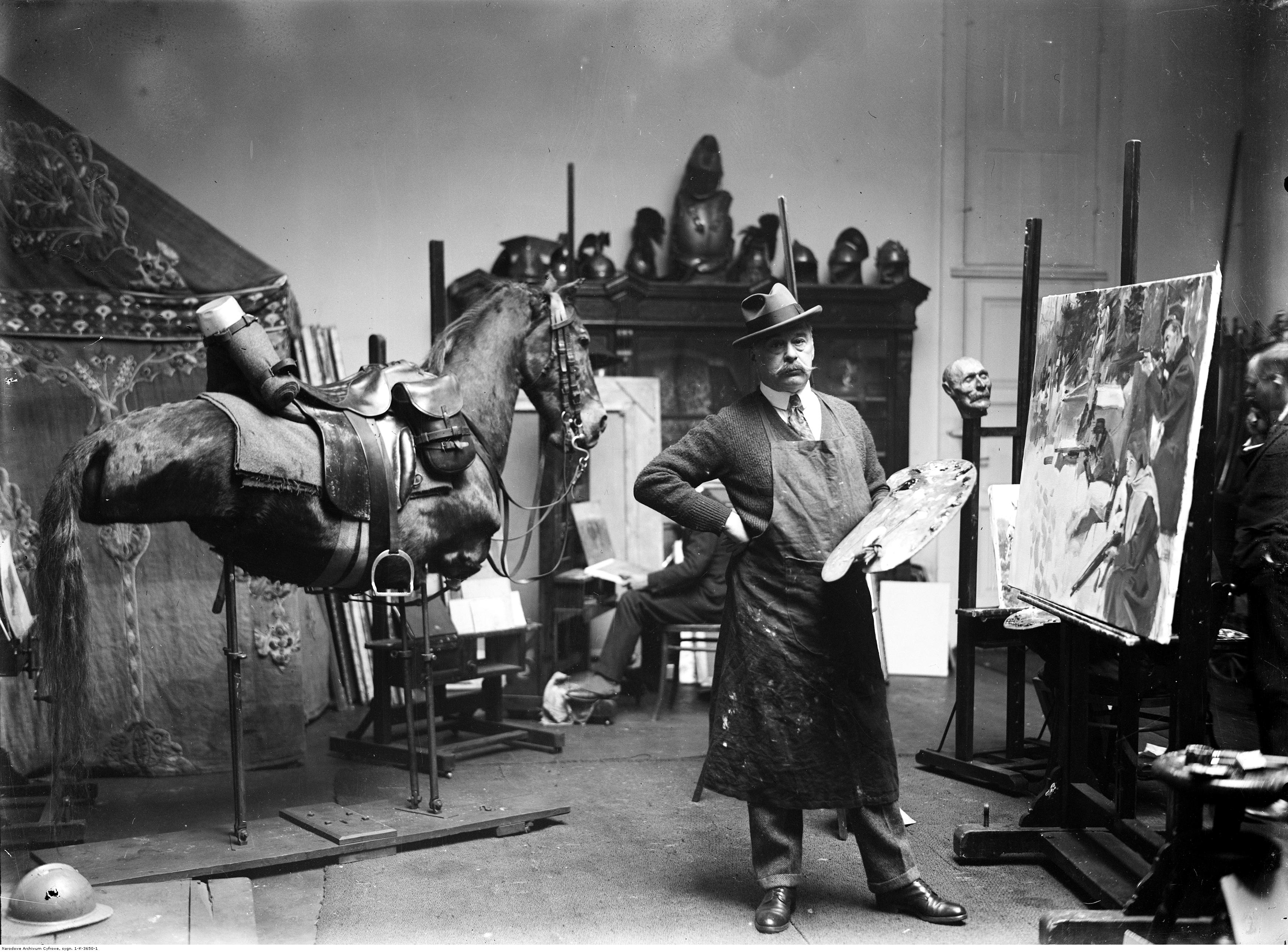
A műtermében (1926)

Wojciech Horacy Kossak (Párizs,  1856. december 31. – Krakkó, 1942. július 29.) lengyel festő, a híres Kossak művész- és írócsalád tagja.

## Élete
Juliusz Kossak fia, Jerzy Kossak, Maria Pawlikowska-Jasnorzewska és Magdalena Samowaniec apja.
1856 szilveszterén, nem sokkal éjfél előtt született Párizsban, míg ikertestvére, Tadeusz Kossak nem sokkal később, 1857. január 1-jén. A család hamarosan elhagyta Franciaországot.
Középső nevét keresztapja, Horace Vernet francia festő tiszteletére kapta. Amikor visszaérkeztek Lengyelországba, utána kezdte meg a tanulmányait. Először Varsóban, majd Krakkóban járt  gimnáziumba. Ezzel párhuzamosan az édesapjánál, Juliusznál a festészettel is foglalkozott.
1871 és 1873 között a krakkói rajz- és festőiskolán (később Krakkói Képzőművészeti Akadémián) tanult Władysław Łuszczkiewicz vezetésével, majd 1873 októberétől 1875-ig a Müncheni Képzőművészeti Akadémián, Aleksander Strähuber és Aleksander Wagner professzoroknál.
1884. július 16-án feleségül vette Maria Kisielnickát. Saját műtermet alakított ki, ahol mintegy ötven éven át festett számos világkörüli útja között. Ott születtek gyermekei: Jerzy, Maria és Magdalena.
1895-től 1902-ig Berlinben a porosz udvar számára dolgozott, II. Vilmos császár pártfogoltja volt. Az első világháborúig Krakkóban és Bécsben élt. A nagy háborúban katonaként szolgált, utána hosszú évekig az Amerikai Egyesült Államokban élt, de végül visszatért Lengyelországba. 1942. július 29-én halt meg Krakkóban, a Rakowicki temetőben nyugszik.

## Művészete
Wojciech Kossak történeti festészete stílusában különbözött elődje, Jan Matejko festészetétől. A lengyel csatajelenet-festők új generációjához tartozott, amelyre apja, Juliusz munkássága volt hatással. Matejkóhoz hasonlóan azonban ő is a lengyel fegyveres harcok történetének és a külföldi elnyomók elleni nevezetes közép- és kelet-európai lengyel csaták ábrázolásáról ismert. Leghíresebb festményei közé tartozik a Racławicei körkép. Az egyik alkotása az 1928-as nyári olimpiai játékok művészeti versenyének festészeti versenyében is szerepelt.

## Fordítás
- Ez a szócikk részben vagy egészben  a   Wojciech Kossak című angol Wikipédia-szócikk ezen változatának fordításán alapul.  Az eredeti cikk szerkesztőit annak laptörténete sorolja fel. Ez a jelzés csupán a megfogalmazás eredetét és a szerzői jogokat jelzi, nem szolgál a cikkben szereplő információk forrásmegjelöléseként.